# Yucca baccata
Yucca baccata Torr. en Emory, és una espècie de planta pertanyent a la família de les agavàcies. És una planta que proveeix d'aliment a les espècies que viuen al desert especialment petits mamífers i ocells. El mufló de les Rocoses Ovis canadensis se'n menja el fullatge i els conills i els rosegadors s'alimenten dels seus fruits frescs. L'epítet baccata significa que té o produeix baies. En anglès se l'anomena datil yucca o banana yucca per la similitud dels fruits.

## Distribució
Es tracta d'una iuca nativa del desert de Mojave, Mèxic, Califòrnia, Utah, Texas, Sonora i Chihuahua. Creix en terres seques en pisos, en contraforts i en ventalls al·luvials del sud-est de Califòrnia. Comuna en boscos de coníferes de baixa alçada en el sud-oest.

## Descripció
Y. baccata està estretament relacionada amb la iuca de Mojave (Yucca schidigera), amb la qual forma híbrids. Es reconeix per les seves grans fulles perennes, rígides i gruixudes de 30-100 cm de longitud de color verd blavós, en forma d'espasa i marges amb fibres recargolades. Floreix a la primavera, a començament d'abril i les flors, de color blanc o crema amb tonalitats porpres i en forma de campana, arriben als 5-13 cm de longitud. Les flors s'agrupen en inflorescències erectes. Acostuma a ser de port arbustiu i sense tija caulinar amb rosetes just a prop del terra. Les tiges florals arriben als 1-1.5 metres d'alçada. El fruit és una càpsula carnosa de 5-23 cm de longitud i 4-7.5 cm d'ample.

## Etnobotànica
Els nadius americans es menjaven els fruits de la Yucca baccata, utilitzaven les arrels per a fer xampú i feien gran varietat de productes casolans a partir de les fibres foliars.

## Varietats
- Yucca baccata ssp. baccata— Datil Yucca, Banana Yucca. Iuca datilera, Iuca bananera.
- Yucca baccata ssp. thornberi (McKelvey) Hochstätter — Thornber's Yucca. Iuca datilera de Thornber.
- Yucca baccata ssp. vespertina (McKelvey) Hochstätter — Mohave Datil Yucca. Iuca datilera mohave.

## Sinònims
- Sarcoyucca baccata (Torr.) Linding.
- Yucca baccata forma genuina Engelm.[2]